# 紫云英苷
紫云英苷（英語：Astragalin）是一种化合物。它可以从垂序商陆或蕨类植物卵果蕨叶的甲醇提取物中分离出来。它也存在于葡萄酒中。
紫云英苷是山奈酚的3-O-葡萄糖苷。